# Eric López (futbolista)
Eric López (Westminster, California, Estados Unidos, 5 de marzo de 1999) es un futbolista estadounidense que juega como portero en LA Galaxy II de la USL Championship de los Estados Unidos.

## Trayectoria

### Inicios
López comenzó a jugar con la academia  de LA Galaxy en 2012.

### LA Galaxy
En la temporada 2015 firmó un contrato con LA Galaxy II. Siendo el jugador más joven en firmar con la United Soccer League.
Su debut profesional para LA Galaxy II fue el 20 de agosto de 2016, entrando como suplente en el minuto 20 contra el Orange County Blues. Luego se convirtió en el portero titular de Los Dos a mediados de la temporada 2017 de la USL. Mientras que el 15 de enero de 2020, se unió a la lista de los jugadores principales de LA Galaxy para disputar la MLS.

## Selección nacional
López ha jugado regularmente con selecciones juveniles de Estados Unidos. Fue el jugador más joven en ser nombrado para el combinado final sub-17, para la Copa Mundial de Fútbol Sub-17 de 2015.

## Clubes
| Club             | País           | Año       |
| ---------------- | -------------- | --------- |
| LA Galaxy II     | Estados Unidos | 2015-2022 |
| LA Galaxy        | Estados Unidos | 2020-2022 |
| Austin FC II     | Estados Unidos | 2023      |
| Orange County SC | Estados Unidos | 2023      |